# أولغا هارموني
أولغا هارموني (بالإسبانية: Olga Harmony Baillet)‏ هي كاتبة مسرحية وكاتِبة وأستاذة جامعية مكسيكية، ولدت في 23 أبريل 1928 في مدينة مكسيكو في المكسيك، وتوفي بنفس المكان في 11 نوفمبر 2018.